# Newcomb (Nowy Jork)
Newcomb – miasto w Stanach Zjednoczonych, w stanie Nowy Jork, w hrabstwie Essex.